# Sotir Kolea
Sotir Kolea, född 4 september 1872 i Berat i Albanien, död 1945, var en albansk folklorist, diplomat och aktivist. Han kallas "den siste väckelseledaren" under det albanska nationella uppvaknandet.
Fadern arbetade som advokat för det franska företaget La Regie Des Tabacs. Företaget innehade monopol på tobakshandel i det osmanska riket. Redan före tonåren flyttade Sotir Kolea till staden Bitola i nuvarande Makedonien. Efter gymnasiestudier på en grekiskspråkig skola anlitades han av La Regie Des Tabacs och arbetade i Ohrid.
År 1896 i Kavala lärde han ut albanska språket till etniska albaner där.
Sotir Kolea utvandrade till Egypten och valdes till sekreterare för den patriotiska organisationen Bashkimi. I samverkan med Faik Konitza organiserade han den albanska Triestekongressen år 1913. Då han bosatte sig i Schweiz utgav han nyhetstidningen L'Albanie åren 1915–1919. Åren 1919–1920 ingick han i den albanska delegationen till Paris fredskongress. Efteråt utvandrade han åter, först till Madagaskar och sedan till Frankrike. Åren 1928–1937 tjänstgjorde han som direktör för Albaniens nationalbibliotek och åstadkom en tredubbling av bokbeståndet. Efter 1937 levde han resten av sitt liv i Elbasan. Hans dödsruna skrevs av en nära vän till honom.
Sotir Kolea fick postumt "Naim Frashëri-orden" av Alfred Moisiu 2002.